# Jaume Vidal i Biosca
Jaume Vidal i Biosca (Barcelona, 1958) és un periodista cultural català, especialitzat en còmic i arts visuals. Ha contribuït en diverses publicacions i exposicions sobre còmic. Sol ser col·laborador habitual de Ficomic i del Saló Internacional del Còmic de Barcelona. També, és col·leccionista de cultura pop.

## Biografia
És llicenciat en ciències de la informació.
A partir del 1987 va començar a treballar com a periodista cultural, col·laborant amb els diaris El Mundo, El Observador, l'Avui i La Vanguardia. El 1993 va passar a col·laborar amb El País com a crític d'art, redactant nombrosos articles sobre còmic, fins que a partir de 2003 va esdevenir redactor en cap de la secció cultural del diari El Punt Avui, càrrec que va exercir fins al 2020.
Amb el periodista Carles Santamaría, ha comissariat algunes exposicions de còmic. La primera fou el 1989, anomenada "Els periodistes en el còmic", en el marc del 7è Saló Internacional del Còmic de Barcelona. La seguiria l'exposició Manuel Vázquez, organitzada el 1991 en homenatge al dibuixant de còmics Vázquez, que havia obtingut el Gran Premi del 8è Saló del Còmic de Barcelona. El 2005, ambdós periodistes repetirien col·laboració amb l'exposició la "Factoria d'Humor Bruguera", mostrada al Centre de Cultura Contemporània de Barcelona.
El 2003 va guanyar la Beca Tardor convocada per l'Ajuntament de L'Escala pel projecte "inventari de realitats i ficcions en el món del Capitán Trueno", un estudi sobre la incidència social del personatge de Víctor Mora en els diferents àmbits de la vida social.
Quan el 2008 es va crear el Premi Nacional de Còmic a Catalunya, va passar a formar-ne part del jurat. Aquest mateix any fou nominat al premi a la divulgació del Saló Internacional del Còmic de Barcelona.
El 2014 va guanyar un premi GAC (Galeries d'Art de Catalunya) a la crítica, atorgat pel Gremi de Galeries d'Art de Catalunya, l'Associació Art Catalunya i l'Associació Art Barcelona. Els premis foren lliurats en una cerimònia al MACBA en el marc de la 7a edició de la Nit del Galerisme.
L'exposició "Caixes Friquis. Una mirada d'en Jaume Vidal" fou inaugurada el 2021 al Museu de l'Hospitalet. Organitzada per Vidal, l'exposició estava formada per diverses capses, cada una de les quals contenia tota mena d'objectes relacionats amb el món del còmic, com per exemple figures, cromos, pins o objectes de marxandatge divers. El contingut formava part de la col·lecció d'objectes acumulats al llarg de la seva vida i l'exposició pretenia ser una mostra de cultura pop.
El 2023 el Festival Splash del Còmic de la Comunitat Valenciana li va atorgar el premi a la millor divulgació del còmic.

## Exposicions comissariades
- 1989 - Els periodistes en el còmic. Exposició del Saló Internacional del Còmic de Barcelona de 1989, comissariada juntament amb Carles Santamaría.[8]
- 1991 - Manuel Vázquez (Ficomic), juntament amb Carles Santamaría. Exposició sobre l'autor de còmics Manuel Vázquez.[9]
- 1999 - Coll en línea (Fundació Caixa Manresa / Museu d'Art de Sabadell). Exposició sobre l'autor Josep Coll.[9]
- 2004 - Homenaje a Jose Manuel Campillo (del 14 al 28 de maig de 2004). Lloc: Auditori i Centre Municipal de Cabezo de Torres. Diversos autors. Col·laboració.
- 2005 - Factoria d'Humor Bruguera (del 21 gener al 10 d'abril de 2005). Lloc: Centre de Cultura Contemporània de Barcelona. Exposició comissariada juntament amb Carles Santamaría. Posteriorment, l'exposició també fou presentada a la Fundació Sa Nostra de Palma (del 5 maig al 29 de juliol de 2005), a l'Espacio Cultural Mira de Pozuelo de Madrid (entre octubre i novembre de 2005) i al Centro Cultural Montehermoso de Vitoria-Gasteiz (entre desembre i gener del 2006).
- 2021 - Caixes Friquis. Una mirada d'en Jaume Vidal (del 22 d'abril al 12 de setembre de 2021). Museu de l'Hospitalet.[2]

## Publicacions
- Catàleg d'Autors 1988 (Saló Internacional del Còmic de Barcelona), coordinació.[9]
- Vidal, Jaume; Santamaría, Carles. Els periodistes en el còmic.  Ajuntament de Barcelona, 1989.
- Vidal, Jaume; Santamaría, Carles; Diversos autors. Els anys 80 en el còmic.  Ficomic, 1990.
- Vidal, Jaume; Guiral, Toni; de España, Ramón. De Yellow Kid a Superman. Una visión social del cómic (en castellà).  Milenio, 1999, p. 96. ISBN 978-8-489-79040-7.
- Vidal, Jaume; M. Àngels, Ferrer. Pilarín. Amb barret o sense.  Norma Editorial, 2013, p. 288. ISBN 978-8-467-91170-1.
- Vidal, Jaume; Brocal, Pep. Barcelona (en castellà).  Norma Editorial, 2014, p. 80 (Todo sobre).
- Diversos autors. Josep Coll. El observador perplejo (el gran Coll) (en castellà).  Diminuta, 2015, p. 176.
- Diversos autors. Enric Sió. El dibuixant que va trencar motlles.  Museu de Badalona, p. 224.
- Vidal, Jaume; Santamaría, Carles. Factoria d'humor Bruguera.  Diputació de Barcelona/CCCB, 2005, p. 32. ISBN 978-8-498-03027-3.

## Premis i reconeixements
- 2008 - Nominació al premi a la divulgació del Saló Internacional del Còmic de Barcelona.
- 2014 - Premi GAC (Galeries d'Art de Catalunya) a la crítica del Gremi de Galeries d'Art de Catalunya, l'Associació Art Catalunya i l'Associació Art Barcelona.[5]
- 2023 - Premi Splash a la divulgació del còmic del Splash Festival del Còmic de la Comunitat Valenciana.[7]